# Epiblema confusana
Epiblema confusana es una especie de polilla del género Epiblema, familia Tortricidae.
Fue descrita científicamente por Herrich-Schäffer en 1856.

## Distribución
Se encuentra en Rusia, Alemania y Ucrania.